# Lijst van aanvankelijke nominaties voor de Grootste Belg (VRT)
Deze personen waren allen suggesties voor de verkiezing van De Grootste Belg tijdens de Vlaamse editie die in 2005 door de VRT werd georganiseerd om alsnog 11 extra namen bij de al 100 nominaties voor de titel te krijgen. Het publiek kon hierover stemmen en uiteindelijk wisten volgende personen nog genoeg stemmen te krijgen om alsnog geselecteerd te worden:
1. Pascal Vyncke
2. Keizer Karel V
3. Pierre-Théodore Verhaegen
4. Willy Vandersteen

1. Leo Baekeland
2. Julien Lahaut
3. Marie Popelin
4. Jan Frans Willems

1. Hendrik Conscience
2. Ambiorix
3. Dirk Martens

Onderstaande personen haalden te weinig stemmen om in de officiële nominatielijst met de 111 genomineerde "Grootste Belgen" te raken: 
1. Jan-Willem Knapen
2. Leopold II van België
3. Ernest Mandel
4. Ovide Decroly
5. Emile Verhaeren
6. André Franquin
7. Nicole Van Goethem
8. Jacky Ickx
9. Salvatore Adamo
10. Margaretha van Oostenrijk
11. Luc De Vos
12. Jacques Rogge
13. Luc Versteylen
14. Godfried Danneels
15. Albert I van België
16. Catherine Verfaillie
17. Armand Pien
18. Jules Destrooper
19. Jan Ceulemans
20. De Onbekende Soldaat
21. Godfried van Bouillon
22. Robert Cailliau
23. Urbanus
24. Peter Benoit
25. Karel de Grote
26. Zénobe Gramme
27. Sam Bettens
28. Karel Cogge
29. Tom Boonen
30. Michel Vandenbosch
31. Georges Debunne
32. Louis Major
33. Raymond van het Groenewoud
34. Panamarenko
35. Will Tura
36. Jacob van Artevelde
37. Albrecht Rodenbach
38. Johan Anthierens
39. Marc Cosyns
40. Marc Herremans
41. Pieter Daens
42. Jan Breydel
43. Jean-Pierre Van Rossem
44. Lutgart Simoens
45. Stefan Everts
46. Jeanne Devos
47. Edgar P. Jacobs
48. Guy Mortier
49. Stijn Streuvels
50. Dirk Frimout
51. Jules Destrée
52. Paul Otlet
53. Joseph Plateau
54. Els de Temmerman
55. Felix Timmermans
56. Leo Apostel
57. Pierre-Jean De Smet
58. Jan-Frans Vonck
59. Leopold I van België
60. Albert Servaes
61. John Massis
62. Robrecht van Bethune
63. Axelle Red
64. Corneel Heymans
65. Georges Nagelmackers
66. Sonia Pelgrims
67. Lieven Bauwens
68. Bart De Pauw
69. Herman Brusselmans
70. Ingrid Daubechies
71. Jacob van Maerlant
72. Koen Wauters
73. Armand De Belder
74. Ferre Grignard
75. Franciscus van den Enden
76. Herman De Coninck
77. Jean-Claude Van Damme
78. Joost Zweegers
79. Josquin des Prez
80. Astrid van België
81. Leo Tindemans
82. Natalia Druyts
83. Wannes Van de Velde
84. Armand Preud'homme
85. Eddy Wally
86. Ernest Claes
87. Guy Thys
88. Helmut Lotti
89. Jan Blom
90. Jan Hoet
91. Pierre De Geyter
92. Alice Geldof
93. Ann Christy
94. Filip Marsboom
95. Frank De Winne
96. Jan Palfijn
97. Jean-Baptiste Van Helmont
98. Karel Van Wijnendaele
99. Kim Gevaert
100. Lodewijk De Vocht
101. Marguerite Yourcenar
102. Regine Beer
103. Willem die Madocke maecte
104. Willem Vermandere
105. Wim Opbrouck
106. Peyo
107. Albert Kriekemans
108. Ann Petersen
109. Eugène Ysaÿe
110. Jan Vermeire
111. Jan-Leonard Moortgat
112. Jef Cassiers
113. Poeske Scherens
114. Johan Museeuw
115. Johannes Berchmans
116. Justus Lipsius
117. Karel de Goede
118. Albert II
119. Marie-Elisabeth Belpaire
120. Pierre Alechinsky
121. Rik De Saedeleer
122. Rik Wouters
123. Rika De Backer
124. Walter Van Beirendonck
125. Wim Soutaer
126. Alice Nahon
127. André Dumont
128. Cornelius Jansenius
129. Dixie Dansercoer
130. Dora van der Groen
131. Erik Van Looy
132. Frans Masereel
133. Gaston Geens
134. Gerard Walschap
135. Hendrik Geeraert
136. Henri La Fontaine
137. Hubert Lampo
138. Jean Ray
139. Jean-Jacques Cassiman
140. Jotie T'Hooft
141. Karel Martel
142. Léon Bekaert
143. Luce Irigaray
144. Maarten Van Severen
145. Maurice Béjart
146. Paula D'Hondt
147. Phil Bosmans
148. Pieter de Coninck
149. Sandra Kim
150. Zuster Leontine
151. Carausius
152. André Waterkeyn
153. Ann Demeulemeester
154. August De Boeck
155. Camille Gutt
156. Charles de Coster
157. Etienne Schotte
158. Félicien Rops
159. Frédérik Deburghgraeve
160. Herman Teirlinck
161. Hugo Vandenborre
162. Jan Boon
163. Jan Olieslagers
164. Jan Van Rijswijck
165. Joanna Turcksin
166. Karel Goeyvaerts
167. Karel Van Noppen
168. Leopold III van België
169. Pascal de Duve
170. Peter Adriaenssens
171. Philip Catherine
172. Pieter De Somer
173. Romain Deconinck
174. Roos Van Acker
175. Ulrich Libbrecht
176. Willem van Moerbeke
177. Wim Mertens
178. Wim Oosterlinck
179. Jenneval-Dechet
180. La Esterella
181. Abraham Verhoeven

1. André Dumont
2. André Vlerick
3. Annemie Struyf
4. Arthur Grumiaux
5. Boudewijn van Constantinopel
6. Chris Lomme
7. Chris Van den Durpel
8. Édouard Empain
9. Edward Coremans
10. Edward Schillebeeckx
11. Miel Puttemans
12. Fons Oerlemans
13. Gella Vandecaveye
14. Goedele Liekens
15. Gommaar Janssens
16. Guillaume Dufay
17. Jan I van Brabant
18. Jack Sels
19. Jan De Wilde
20. Jan Fabre
21. Jef Denyn
22. Jef Geeraerts
23. Jef Nys
24. Jef Ulburghs
25. Johan Verminnen
26. Jan Yperman
27. Johny Turbo
28. José Van Dam
29. Koen De Bouw
30. Léon Spilliaert
31. Louis Neefs
32. Louis Willems
33. Louis Zimmer
34. Luc Philips
35. Luc Tuymans
36. Maria Rosseels
37. Maria van Bourgondië
38. Marie van Gastel
39. Marie-France Botte
40. Mark Eyskens
41. Marnix van Sint-Aldegonde
42. Mathilde van Engeland
43. Maurice De Wilde
44. Maurice Engelen
45. Mauro Pawlowski
46. Mayken Verhulst
47. Michel Preud'homme
48. Paul Vanden Boeynants
49. Pierre Minuit
50. Piet Goddaer
51. Rik Samaey
52. Robbe De Hert
53. Roger Raveel
54. Senne Rouffaer
55. Siegfried Bracke
56. Zuster Emmanuelle
57. Sophie De Schaepdrijver
58. Victor D'Hondt
59. Vincent Kompany
60. Walter Fiers
61. Wim Vandekeybus
62. Wito De Meulder
63. Boduognatus
64. Gal
65. Judith
66. Kamagurka
67. Marva
68. Morris
69. Pom
70. Richardot
71. Yasmine
72. Aartshertogin Isabella
73. Abraham Ortelius
74. Adriaan Willaert
75. Adrien Francois Servais
76. Alberic O'Kelly de Galway
77. Albert Claude
78. Albert de Vleeschauwer
79. Albert Frère
80. Albert Michotte van den Berck
81. Alex Callier
82. Alfred Renard
83. André Baillon
84. André Demedts
85. Andrée Geulen
86. Ann Van Elsen
87. Ann Wauters
88. Ann Wouters
89. Anna Bijns
90. Annemarie Jansen
91. Antoine Fonck
92. Anton Van Wilderode
93. Antoon Matthijsen
94. Arie Van Lysebeth
95. Armand Demeulemeester
96. Arsène Goedertier
97. Arsène Mullie
98. Arthur Vierendeel
99. August Bal
100. August Van Cauwelaert
101. August Van Holderbeke
102. Auguste Lambermont
103. Auguste Piccard
104. Axel Daeseleire
105. Axel Vervoordt
106. Bart Peeters
107. Bart Verheyen
108. Benoît Poelvoorde
109. Bent Van Looy
110. Bert Kruismans
111. Bob Benny
112. Bob Davidse
113. Bob Van Reeth
114. Bobbejaan Schoepen
115. Boudewijn met de ijzeren arm
116. Broeder Thomas (Hypoliet Sas)
117. Caroline Berlamont
118. Cauwel Félicien
119. Chantal Pattyn
120. Charles-Jean de La Vallée Poussin
121. Chris Joris
122. Clara Robert
123. Conny Aerts
124. Constant Lievens
125. Constant Permeke
126. Constantin Meunier
127. Cornelius Kiliaan
128. Cypriano de Rore
129. Cyriel Delannoit
130. Dani Klein
131. David II Teniers
132. Delphine Boël
133. Désiré Van Monckhoven
134. Dirk Nachtergaele
135. Eddy Caers
136. Eddy Wauters
137. Edgar Tinel
138. Edith Cavell
139. Edouard Zeckendorf
140. Edward Poppe
141. Egide Walschaert
142. Elias Gistelinck
143. Els De Schepper
144. Emile de Laveleye
145. Emile Moyson
146. Emmanuel Jozef Van Gansen
147. Enzo Scifo
148. Eric Willemaers
149. Étienne Davignon
150. Etienne Vermeersch
151. Eugène Catalan
152. Ever Meulen
153. Félix de Mérode
154. Fernand Collin
155. Filip Naudts
156. Flor Peeters
157. François-Auguste Gevaert
158. Frank Valentino
159. Franky Van der Elst
160. Frans Duquesnoy
161. Frans Hemerijckx
162. Freddy Maertens
163. Frédéric de Merode
164. Frédéric De Waele
165. Frieda Van Wijck
166. Friedl' Lesage
167. Gaston Berghmans
168. George Koltanowski
169. Georges Spittael
170. Gerard de Ridefort
171. Gerard Leman
172. Gerard Plessers
173. Gert Verheyen
174. Gert Verhulst
175. Gery Verbruggen
176. Govaert Wendelen
177. Greet De Keyser
178. Guido Belcanto
179. Guillaume Lekeu
180. Gust Gils
181. Gustaaf Rolin-Jaequemyns

1. Gwijde van Dampierre
2. Hendrik van der Noot
3. Hendrik van Veldeke
4. Henri de Baillet-Latour
5. Henri Michaux
6. Henri Storck
7. Herman Baccaert
8. Jan II van Brabant
9. Hugo Van Damme
10. Hugo Van Kuyck
11. Hugo Vanermen
12. Inge Schoups
13. Ingrid Bayens
14. Ivo Cornelis
15. Jacobus Praepositus
16. Jacobus Vergauwen
17. Jacqueline Harpman
18. Jakob Smits
19. Jan Bucquoy
20. Jan Eelen
21. Jan Piers
22. Jan Thijs
23. Jan van Boendale
24. Jan Wauters
25. Janus Secundus
26. Jari Demeulemeester
27. Jean Blaute
28. Jean Dockx
29. Jean Langenus
30. Jean Lenoir
31. Jean Neuhaus
32. Jean-Baptiste Piron
33. Jean-Charles Houzeau
34. Jean-Marie Aerts
35. Jean-Michel Saive
36. Jean-Pierre Coopman
37. Jean-Pierre Van Roy
38. Jeroen Brouwers
39. Jo Bogaert
40. Jo Lemaire
41. Johannes Goropius Becanus
42. John Goossens
43. Johnny Hallyday
44. Joost De Rijcke
45. Jos De Saeger
46. Jos Mariën
47. Jos Van Immerseel
48. José Vermeersch
49. Joseph Draps
50. Jozef Deleu
51. Jozef Guislain
52. Jozef Suenens
53. Juan Lozano
54. Jules Bordet
55. Jules Ruhl
56. Juliaan Lampens
57. Julien Schoenaerts
58. Kaat Tilley
59. Karel Van de Poele
60. Karel Van Miert
61. Karin Donckers
62. Koen Buyse
63. Koningin Paola
64. Kris Burm
65. Kristien Hemmerechts
66. Lara Fabian
67. Leo Delcroix
68. Leo Martin
69. Leon Nilis
70. Léon Pétillon
71. Leonardus Lessius
72. Leopold Flam
73. Liliane Stynen
74. Linda Loppa
75. Lode Craeybeckx
76. Lodewijk van Beethoven
77. Louis De Lentdecker
78. Luc Dardenne
79. Luc Nilis
80. Lucien Van Impe
81. Lucienne Herman-Michielsens
82. Ludo Coeck
83. Ludo Dierckxsens
84. Ludo Van Eeckhout
85. Ludwine Messiaen
86. Lutgart Van den Berghe
87. Marc de Bel
88. Marcel Heymans
89. Marcel Minnaert
90. Maria Malibran
91. Maria Verhulst
92. Marie Daulne
93. Marie Lucie Abts
94. Marva Mollet
95. Mary Prijot
96. Michel Bourlet
97. Michel Seuphor
98. Michel Thiery
99. Mieke Boeckx
100. Mireille Cottenjé
101. Mon Van den Eynde
102. Nand Buyl
103. Noël Devisch
104. Octave Landuyt
105. Omer Vanaudenhove
106. Pattie Maes
107. Paul Frère
108. Paul Goossens
109. Paul Splingard
110. Paul Stoffels
111. Paus Adrianus VI
112. Peter Verhelst
113. Peter Hens
114. Petrus Plancius
115. Philippe Schepens
116. Philippus De Monte
117. Pierre Baugniet
118. Pierre Degeyter
119. Pierre Harmel
120. Pierre Van Haelst
121. Piet Chielens
122. Piet Poppeliers
123. Piet Van Eeckhaut
124. Pepijn van Herstal
125. Pol Bostijn
126. Quinten Massijs (I)
127. Raymond Braine
128. Raymond Colleye
129. Raymond Jean Marie De Kremer
130. Remy Van Lierde
131. Renaat Grassin
132. René Milhoux
133. Rik Donckels
134. Rik Poot
135. Rik Vannieuwenhuyse
136. Rita Mulier
137. Robert Vandekerckhove
138. Rocco Granata
139. Roger De Vlaeminck
140. Roger Moens
141. Roger Simons
142. Roland Van der Elst
143. Rudy Van Snick
144. Sabine Appelmans
145. Sabine Dardenne
146. Sigiswald Kuijken
147. Sil Janssen
148. Soeur Sourire
149. Sooi Willems
150. Staf Versluys
151. Constant Huygelen
152. Stan Ockers
153. Stef Bos
154. Stijn Coninx
155. Stijn Meuris
156. Sven Nys
157. Tarik Fraihi
158. Theo Mertens
159. Theodore Van Hulst
160. Thierry Boutsen
161. Thierry de Duve
162. Tony Sandler
163. Vic Nees
164. Victor de Laveleye
165. Vincent Rousseau
166. Virginie Loveling
167. Walter De Buck
168. Walter Grootaers
169. Walthère Frère-Orban
170. Wilfried Van Moer
171. Will Ferdy
172. Willem De Vreese
173. Willem van der Marck
174. Willy Peers
175. Willy Tybergien
176. Wim Van de Putte
177. Wouter Keersmaekers
178. Yves Vanlinthout
179. Yvette Lauwaert
180. Yvonne Reynders
181. Zjef Vanuytsel